# 不知法律不免責
不知法律不免責，也稱不知法不免責，是一種法律理論，主張不知道有法律存在的個人違反法律也不能免於法律責任。
采用歐盟法律而又有曾受羅馬法影響的當代欧洲國家亦會采用亞里士多德對此的描述：「每個人都被推定為知法」（；）或者「不知法律有害」（；）。